# Fløibanen

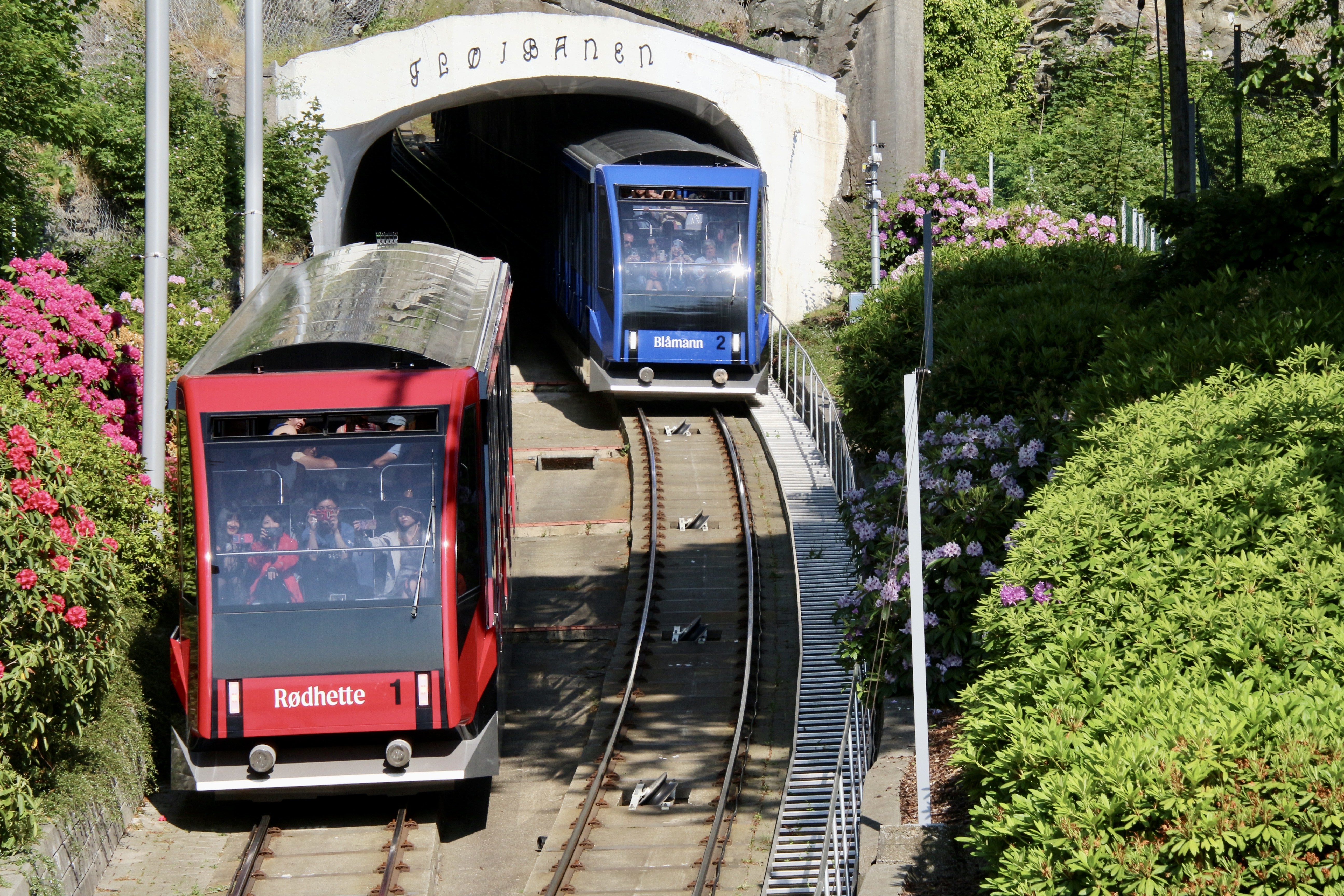
Funikular w Bergen w 2023

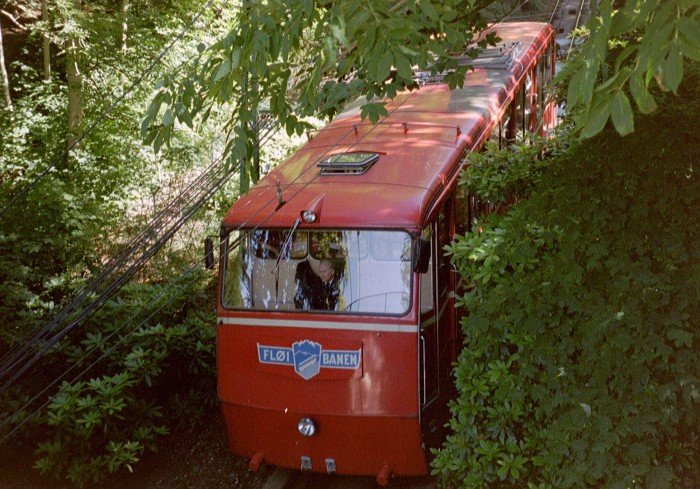
Funikular w Bergen w 1999

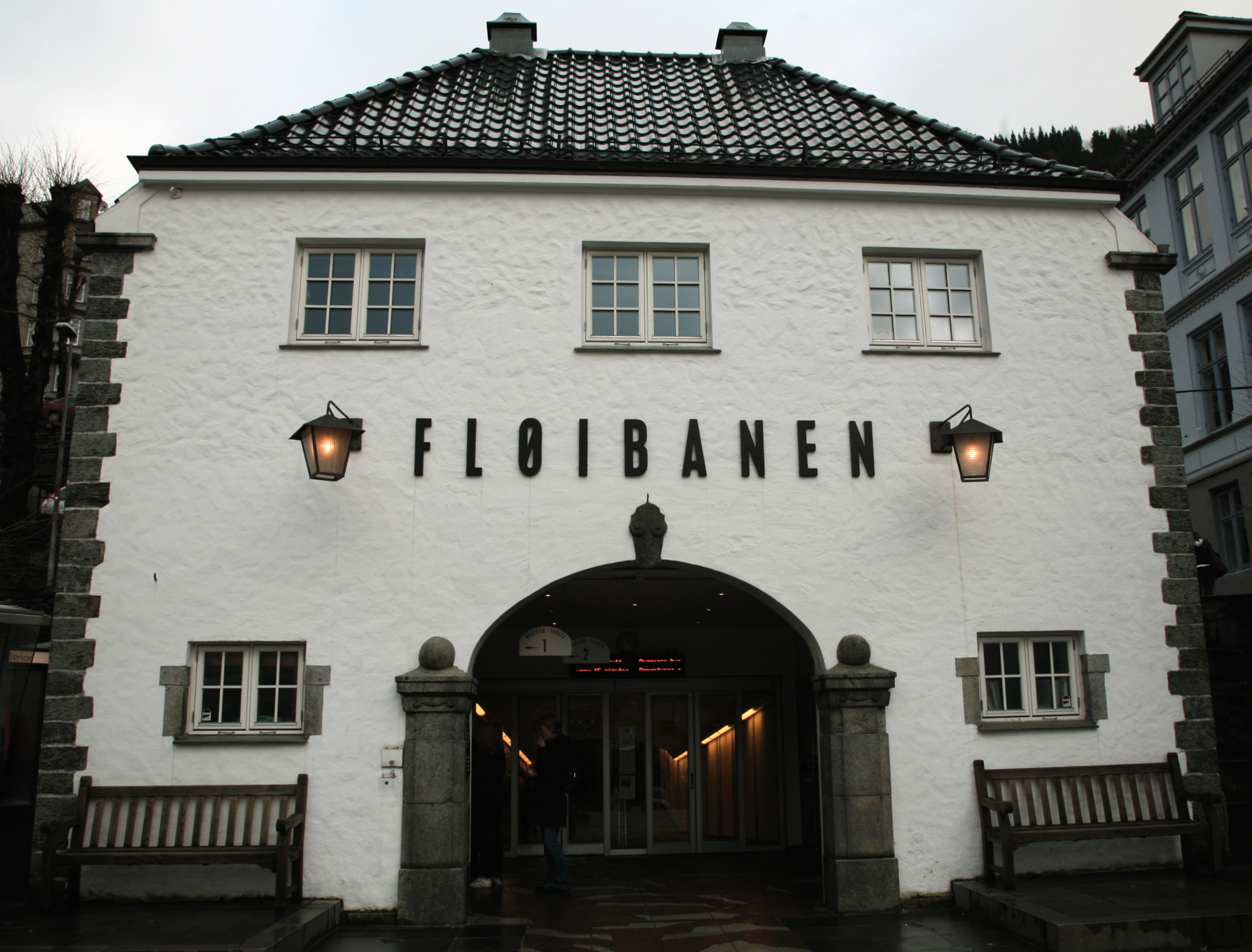
Dolna stacja funikularu w Bergen

Fløibanen – kolej linowo-terenowa (funikular) w norweskim Bergen, łącząca miasto ze szczytem góry Fløyen (320 m n.p.m.).

## Geneza
Z ideą budowy wystąpił John Lund. Otwarcie trasy nastąpiło 15 stycznia 1918. 44% udziałów należy obecnie do miasta Bergen, a pozostałe są w rękach prywatnych. Kolej obsługuje rocznie około miliona pasażerów.

## Dane techniczne
- długość linii – 848 m
- przewyższenie – 302 m
- rozstaw szyn – 1000 mm
- prędkość jazdy – 4 m na sekundę
- czas jazdy – 5-8 min.
- maksymalny kąt nachylenia – 26 stopni
- tabor – dwa wagony z 2022 malowane na kolor czerwony i błękitny (masa każdego to 21  t, pojemność – 120 pasażerów)

## Stacje
- Vetrlidsalmenning (dolna stacja) – 2 minuty pieszej drogi od rynku rybnego
- Proms gate
- Fjellveien – początek miejskiej ścieżki widokowej
- Skansemyren – 5 minut od centrum sportowego
- Photo-point (punkt wykonywania zdjęć), miejsce postoju wagonu (odpowiednik Proms gate na drugiej linie)
- Fløyen – stacja górna, tzw. dach miasta (widok na okoliczne góry, restauracja, plac zabaw, sklep z pamiątkami).